# Illa Calayan
Calayan és l'illa més gran i més poblada del grup de les illes Babuyan, a l'estret de Luzón, al nord de l'illa de Luzón, a les Filipines. Té una superfície d'aproximadament 196 km² i una població, el 2020, de 9.648 habitants. L'illa forma part del municipi de Calayan.
L'illa és d'origen volcànic i té rics dipòsits de perlita. Té una forma el·líptica, amb una longitud de 28 km i una amplada de 14 km. El litoral de l'illa es caracteritza per badies poc profundes. El centre de l'illa és muntanyós, amb altures que s'eleven fins als 543 metres sobre el nivell del mar al mont Calayan, i fins al 429 metres al mont Nongabaywanan. Les zones poblades de l'illa són la ciutat de Calayan i Magsidel, a la costa sud.
Hi viu el rascló de l'illa de Calayan, un endemisme d'aquesta illa catalogat com a vulnerable, única espècie del gènere Aptenorallus.